# Hospital de Egas Moniz
O Hospital de Egas Moniz (HEM) - antigo Hospital do Ultramar (HU) - é uma unidade hospitalar portuguesa, atualmente integrada no Centro Hospitalar Lisboa Ocidental EPE (CHLO). Está situado na Rua da Junqueira, freguesia de Alcântara em Lisboa, junto ao Instituto de Higiene e Medicina Tropical.
Possui cerca de 380 camas.
Integra o Centro Hospitalar de Lisboa Ocidental, EPE (CHLO).

## História
O atual Hospital de Egas Moniz foi criado como Hospital Colonial por carta de lei do Rei D. Carlos I, a 24 de abril de 1902. Pela mesma carta de lei foi também criada a então Escola de Medicina Tropical - com a qual o hospital deveria colaborar de perto - ficando ambas as instituições instaladas no edifício da Real Cordoaria.
O Hospital Colonial funcionava na dependência do Ministério da Marinha e Ultramar e destinava-se a dar assistência médica aos funcionários civis e militares que regressavam do Ultramar Português com doenças tropicais e infecciosas.
Em 1919, é adquirida a Quinta do Saldanha na Junqueira para aí ser instalado o hospital. É aí construído um pavilhão de internamento, financiado por Macau, que recebe o seu nome e é inaugurado a 1925. As instalações da Junqueira irão ser sucessivamente aumentadas e modernizadas, com a construção de diversos novos pavilhões e edifícios até à década de 1970.
Em 1948, o hospital passa a designar-se "Hospital do Ultramar".
A 5 de outubro de 1974, no âmbito das comemorações do centenário de António Egas Moniz, o hospital passa a designar-se "Hospital de Egas Moniz".
Na sequência da extinção do Ministério do Ultramar, o hospital passa para a dependência da Secretaria de Estado da Saúde.
Em 2002, o hospital é transformado em sociedade anónima de capitais exclusivamente públicos, como Hospital de Egas Moniz, S.A. e em 2005 foi integrado no novo Centro Hospitalar Lisboa Ocidental EPE, que também agrupa os hospitais de Santa Cruz e de São Francisco Xavier.